# Acroceras amplectens
Acroceras amplectens är en gräsart som beskrevs av Otto Stapf. Acroceras amplectens ingår i släktet Acroceras och familjen gräs. Inga underarter finns listade i Catalogue of Life.